# XBRL
XBRL (ang. Extensible Business Reporting Language) – rozszerzalny język sprawozdawczości finansowej. Jest otwartym standardem, zaprojektowanym do wymiany informacji biznesowych. Jego podstawową cechą jest jednoznaczna identyfikacja semantyki elementów sprawozdania, poprzez odniesienie każdego z nich do pewnego słownika, zwanego taksonomią XBRL (ang. XBRL Taxonomy). Dokument zawierający informacje finansowe nosi nazwę instancji XBRL (ang. XBRL Instance).
Język jest oparty na XML oraz technologie pokrewne, np. XLink, dzięki czemu nie jest związany z żadną platformą sprzętową czy programową.
Standard XBRL rozwijany jest przez międzynarodową organizację non-profit, w skład której wchodzi ok. 250 firm, organizacji i agencji rządowych. Jest to standard otwarty, a więc wolny od opłat licencyjnych.
W wielu krajach, również w Polsce, XBRL został wybrany jako format obowiązkowej sprawozdawczości finansowej na rzecz instytucji nadzorczych.

## Specyfikacja
Obecnie obowiązuje specyfikacja Extensible Business Reporting Language (XBRL) 2.1 z dnia 2003-12-31, uwzględniająca poprawki z dnia 2008-07-02. Poprawność tworzonych taksonomii względem obowiązującej specyfikacji można sprawdzić poprzez wykonanie jej walidacji przez walidator XBRL posiadający udokumentowane spełnienie testów zgodności ze specyfikacjami (XBRL 2.1 Conformance Suite z dnia 2 czerwca 2008), zakończone osiągnięciem pozytywnego raportu.

## Inline XBRL
Inline XBRL (iXBRL) to specjalna wersja standardu XBRL łącząca zalety HTML i XBRL. Dzięki takiemu połączeniu możliwe jest odczytywanie sporządzonych sprawozdań finansowych za pomocą przeglądarek internetowych. Inline XBRL wykorzystywany jest np. w Wielkiej Brytanii w projekcie HM Revenue & Customs (HMRC). Posłuży on do przesyłania deklaracji podatkowych przez przedsiębiorstwa od 31 marca 2011 roku. Więcej informacji o projekcie i Inline XBRL można uzyskać w publikacji HMRC.